# Compagnie rendez-moi mes sentiments
Vous pouvez aider à l'améliorer ou bien discuter des problèmes sur sa page de discussion.
- Il fait référence à des sources qui ne semblent pas présenter la fiabilité et/ou l'indépendance requises. Vous pouvez aider, soit en recherchant des sources de meilleure qualité pour étayer les informations concernées, soit en attribuant clairement ces informations aux sources qui semblent insuffisantes, ce qui permet de mettre en garde le lecteur sur l'origine de l'information. (Marqué depuis mars 2024)

- Archive Wikiwix
- Bing
- Cairn
- DuckDuckGo
- E. Universalis
- Gallica
- Google
- G. Books
- G. News
- G. Scholar
- Persée
- Qwant
- (zh) Baidu
- (ru) Yandex
- (wd) trouver des œuvres sur Wikidata

Vous pouvez aider à l'améliorer ou bien discuter des problèmes sur sa page de discussion.
- Son contenu est rédigé entièrement ou presque à partir d'une seule source. N'hésitez pas à modifier cet article pour améliorer sa vérifiabilité en apportant de nouvelles références dans des notes de bas de page. (Marqué depuis mars 2024)
- Certaines informations devraient être mieux reliées aux sources mentionnées dans la bibliographie ou les liens externes. Améliorez sa vérifiabilité en les associant par des références. (Marqué depuis mars 2024)
- Il ne s’appuie pas, ou pas assez, sur des sources secondaires ou tertiaires. (Marqué depuis mars 2024)
- Il contient une ou plusieurs listes. Le texte gagnerait à être rédigé sous la forme d’un ou plusieurs paragraphes synthétiques, afin d’être plus agréable à lire. (Marqué depuis mars 2024)
- Son texte doit être wikifié : il ne correspond pas à la mise en forme Wikipédia (style, typographie, liens internes, liens entre les wikis, etc.). (Marqué depuis mars 2024)
- Les conventions bibliographiques ne sont pas respectées. La bibliographie et les liens externes sont à corriger. (Marqué depuis mars 2024)
- Son ton est trop promotionnel ou publicitaire, voire hagiographique. Le texte doit adopter un ton neutre et encyclopédique. (Marqué depuis mars 2024)

- Archive Wikiwix
- Bing
- Cairn
- DuckDuckGo
- E. Universalis
- Gallica
- Google
- G. Books
- G. News
- G. Scholar
- Persée
- Qwant
- (zh) Baidu
- (ru) Yandex
- (wd) trouver des œuvres sur Wikidata

Avec plus de 130 000 spectateurs en 20 ans, la Compagnie Rendez-moi mes sentiments propose un théâtre d’émancipation et d’éducation populaire. Dès 2015, la compagnie travaille avec l’ONG ATD Quart Monde (construction de théâtre Forum avec les familles prises en charge par le mouvement). 
Rendez-moi mes sentiments est une compagnie de théâtre créée en 2003. Son objectif est de développer la création des arts vivants afin de favoriser leur diffusion. Elle agit dans les domaines du théâtre, marionnettes, mime, cirque, danse, musique, organisation de manifestations, création de spectacles, et animation d’ateliers ainsi que la formation artistique lors de cours et de stages. Sa devise est « Donner au public de l'émotion dans la légèreté des rires et dans la pudeur des larmes... ».

## Les spectacles

### Pièce de Théâtre «classique»
- 2003 :Le Complexe de Pierre Pan
- 2005, 2007 : Antigone, Figure des peuples exclus

### Théâtre Forum
- 2008 : Freinons un peu!

(Sécurité Routière)
- 2009 / Aujourd’hui : Tradition et Modernité

(Violences faites aux femmes)
- 2009 / Aujourd’hui : Et si on s'écoutait?

(Communication entre acteurs sociaux et Familles, commandes spéciale de la SAUVEGARDE 93)
- 2010 : La Valeur des gens a-t-elle un prix?

(Analphabétisme et surendettement, commande spéciale de l’association « Culture et solidarité)
- 2011 / Aujourd’hui : Le Collège: École de la Vie?

(Harcèlement scolaire)
- 2011 / Aujourd’hui : Il était une fois dans l'Web

(Cyberharcèlement)
- 2012 : Les mots pour le Dire  (Les difficultés institutionnelles pour scolariser les élèves allophones)
- 2013 / Aujourd’hui : Pour quelques grammes d'évasion. (Commande spéciale du service Santé, à la suite de fusillades pour règlement de comptes entre trafiquants.)

- 2015 : Phobies

(Homophobie, xénophobie… En partenariat avec l’association LE REFUGE, LA SAUVEGARDE 93, projet subventionné par le Fond Interministériel de Prévention contre la Délinquance)
- 2017 : L’appartement numéro 4

(Commande spéciale de l’ONG ATD Quart Monde sur les rapports de voisinage, les rumeurs et les préjugés raciaux).
- 2017 : A la Dérive

(Dérives sectaires. Commande de l’ANDPS, en partenariat avec la MIVILUDES, l’Agence Régionale de Santé et la SAUVEGARDE 93, pour écriture ce théâtre forum autour de la manipulation mentale. Ce spectacle est vivement approuvé, par M. Daniel SISCO, président de l’ADFI Union nationale des associations de défense des familles et de l’individu). 
- 2018 : L’homme est-il une femme comme les autres ?

(Sexisme, commande spéciale des mairies de Noisy-le-Grand et de Tremblay-en-France)
- 2019 : Quel sexiste êtes-vous ?

(Déconstruction des préjugés sexistes dans le travail, et couple. Jeunisme, compétition, harcèlement au travail, commande spéciale de la ville de Tremblay-en-France)
- 2021 : Vacances et Précarité

(Commande spéciale de l’association 82 4000, et de l’ONG ATD Quart Monde La Grave)
- 2022 : L’addiction s’il vous plaît !

(Les addictions aux écrans chez les enfants dès le plus jeune âge et le syndrome du trouble du spectre autistique)
- 2023 : Transmission(s)

(Quelle est la place de la femme dans la ville ? Projet subventionné par le Service politique de la Ville, direction vie Locale, en partenariat avec la Compagnie Palamente, et la médiathèque de Noisy-le-Grand)  

### Jeune Public
- 2008 : Variouchka & le loup
- 2010 : Tifa, plus belle que la lune
- 2011 : Le ciné-concert
- 2014 : Le Journal Intime de la Maman des « petits cochons »
- 2016 : Le Cri du Bouc (phénomène de Bouc émissaire en milieu scolaire)
- 2019: GAYAMIX, Festival Ville des Musiques du monde  2023

### Cabaret
- 2008 : Est-ce en allant à la chasse que j'ai perdu ma place?
- 2009 : Ne le dis pas à ta mère!
- 2011 : Boite à colère, boite à joie !
- 2021 : SORCIERES ! (Déambulation de rue sur l’inquisition, la sorcellerie, les préjugés, en partenariat avec la Compagnie Késalévé, l’association P2I, projet financé par le FIA 2020 reporté 2 fois en raison de la crise sanitaire)

### Commande Marionnette Pour Adultes
- 2011,	2012 : Boites à Colère- Boite à joie	(2011-2012)
- 2017/2019 : Marionnettes raconte moi ton enfance (spectacle en collaboration avec l’association « Résonances ». Chantier artistique amateur créé avec 10 seniors et 10 de leurs petits	enfants)

## Récompenses
- 1er prix au Festival Amateur Étudiant de Cabourg en 2003 pour la pièce : Le Complexe de Pierre Pan.
- Nomination aux Petits Molière 2014, dans la catégorie « Jeune public » pour le spectacle Un petit chaperon rouge complètement à l'est ou Variouchka et le loup